# Вільгельм Брандт
Вільгельм Рені «Вім» Брандт (нім. Wilhelm Reni «Wim» Brandt; 22 травня 1900, Везель, Німецька імперія — 15 липня 1941, БРСР) — німецький офіцер, оберштурмбаннфюрер СС, капітан болівійської армії. Доктор інженерних наук.
Один із засновників частин посилення СС.

## Біографія

### Перша світова війна
Навчався у народній школі, потім — у гімназії. Після початку Першої світової війни Вім Брандт рвався на фронт, але в перші роки війни його не брали через надто юний вік. Лише з настанням 17-річчя Брандт зміг поступити добровольцем в армію і встиг узяти участь в останніх боях Першої світової війни, закінчив війну унтер-офіцером. За бойові заслуги нагороджений Залізним хрестом 2-го класу. В 1919 році демобілізований.

### Міжвоєнний період
Після демобілізації Брандт поступив у Вище технічне училище, успішно його закінчив, захистив дисертацію і отримав звання доктора інженерних наук. Він спеціалізувався на автомобільній техніці, проте цікавився її військовому, а не цивільному застосуванню.
В 1932 році Брандт отримав запрошення від командування болівійської армії на посаду інструктора. Брандт вкрай негативно ставився до уряду Веймарської республіки, тому прийняв пропозицію. В Болівії він отримав звання капітана, згодом призначений командиром танкової частини. Хоча машини болівійської армії були в основному застарілої конструкції, Брандт отримав цінний досвід командування броньованими частинами.
В 1935 році Брандт повернувся в Німеччину і намагався вступити в новостоврений вермахт як офіцер танкових військ, проте його не прийняли: командування відмовлялось визнати отримане в Болівії звання капітана. Тоді Брандт вирішив вступити у частини посилення СС, куди був зарахований 1 березня 1936 року у званні гауптштурмфюрера; одночасно вступив у НСДАП (квиток № 3 445 142) і СС (особистий номер 171 670).
Брандт розпочав службу в полку СС «Дойчланд». Офіційно він був командиром розвідувального взводу, але фактично керував всіма заходами з підготовки спеціалістів моторизованих частин. В значній мірі завдяки зусиллям Брандта командування частин посилення СС почали приділяти увагу моторизації своїх підрозділів. окрім цього, саме Брандт висунув ідею створення і розробив перші варіанти рисунку для знаменитого камуфляжу військ СС.
15 березня 1939 року Брандт став командиром 1-го батальйону полку СС «Дойчланд» і офіційно став заступником Фелікса Штайнера.
1 червня 1939 року Брадт отримав наказ сформувати мотоциклетний батальйон «Н» протитанкового дивізіону частин поисленнс СС, проте вже в серпні дивізіон розформували, а його особовий склад перевели в інші частини, і Брандт був призначений командиром мотоциклетного батальйону СС (з 1 квітня 1940 року — розвідувальний батальйон частин посилення СС).

### Друга світова війна
Учасник Польської, Французької і Балканської кампаній. В останні дні Французької кампанії батальйон Брандта став першою німецькою частиною, якадо дісталась франко-іспанського кордону.
В грудні 1940 року за особистим сприянням Пауля Гауссера призначений командиром 11-го піхотного полку СС (раніше — 11-й полк частин СС «Мертва голова») дивізії СС «Дойчланд». Брандт зміг підняти рівень підготовки колишніх охоронців концтаборів до рівня бійців полку СС «Дойчланд».
22 червня 1941 року Бранд разом із своїм полком взяв участь у вторгненні в СРСР. 15 липня 1941 року штаб полку обстріляла радянська артилерія і Вім Брандт, який знаходився на командному пункті, був убитий осколком снаряда.

## Нагороди
- Залізний хрест 2-го класу
- Почесний хрест ветерана війни з мечами
- Кільце «Мертва голова»